# محاسبة القيمة حسب السوق

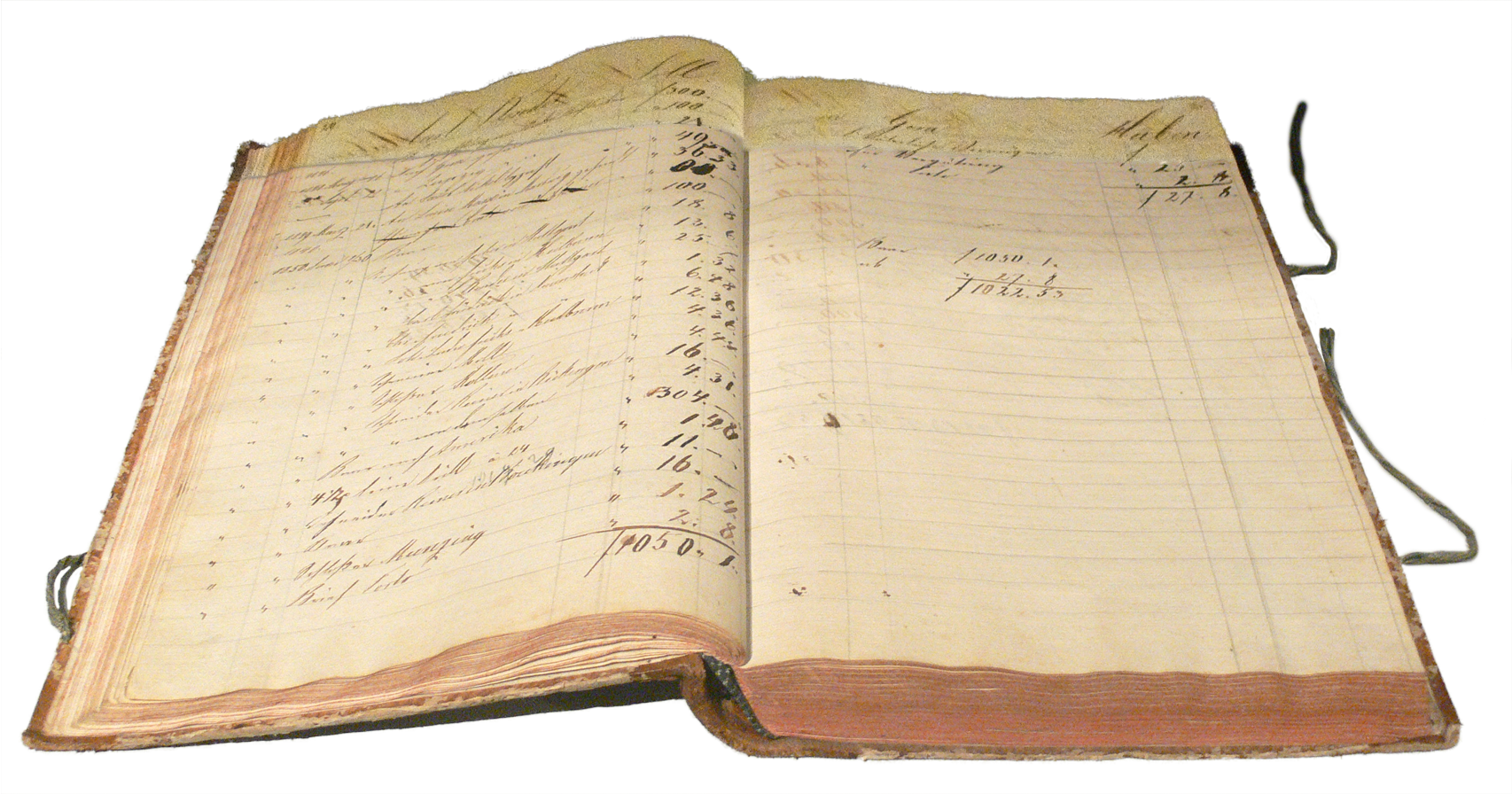

محاسبة القيمة حسب السوق (بالإنجليزية: Mark-to-market)‏ أو محاسبة القيمة العادلة تشير إلى حساب «القيمة العادلة» لأحد الأصول أو المطلوبات وذلك استنادًا إلى سعر السوق الحالي أو الأصول والمطلوبات المماثلة أو استنادًا إلى قيمة «عادلة» أخرى مُقيمة تقييمًا موضوعيًا. وكانت محاسبة القيمة العادلة جزءًا من مبادئ علم المحاسبة المتعارف عليها (GAAP) في الولايات المتحدة منذ أوائل تسعينيات القرن الماضي، وتُعتبر الآن «المعيار الذهبي» في بعض الدوائر 
ويمكن لمحاسبة القيمة حسب السوق تغيير القيم في الميزانية العمومية مع تغير ظروف السوق. في المقابل، فإن محاسبة التكلفة التاريخية، القائمة على المعاملات الماضية، هي أكثر بساطة وأكثر استقرارًا وأكثر سهولة، ولكنها لا تمثل القيمة السوقية الحالية. فهي تلخص المعاملات السابقة بدلاً من ذلك. ويمكن أن تصبح محاسبة القيمة حسب السوق غير دقيقة إذا تقلبت أسعار السوق بشكل كبير أو تغيرت بشكل غير متوقع. وقد يطلب المشترون والبائعون عددًا من الحالات المحددة عندما يكون هذا هو الحال، بما في ذلك عدم القدرة على تقييم الدخل والنفقات المستقبلية بشكل دقيق وبشكل جماعي على حد سواء، وغالبًا ما يرجع ذلك إلى توفر معلومات غير موثوق بها أو توقعات مفرطة في التفاؤل أو مفرطة في التشاؤم.

## معلومات تاريخية وتطور المبدأ
تطورت ممارسة محاسبة القيمة حسب السوق كممارسة محاسبية أولاً بين التجار المتعاملين بأسواق الصرف الآجلة خلال القرن العشرين. ولم تنتشر هذه الممارسة بين البنوك والشركات الكبرى إلا في ثمانينيات القرن الماضي، وفي بداية التسعينيات بدأت محاسبة القيمة حسب السوق تؤدي إلى فضائح.
ولفهم الممارسة الأصلية، اعلم أن تاجر العقود المستقبلية، عند بدء حساب (أو «مركز»)، يقوم بإيداع أموال يُطلق عليها اسم «هامش»، مع الصرافة. ويهدف هذا لحماية الصرافة من الخسارة. وفي نهاية كل يوم تداول، يتم تحديد العقد وفقًا لقيمته السوقية الحالية. وإذا كان التاجر هو الرابح في الصفقة، فإن عقده قد زاد قيمةً في ذلك اليوم وتدفع الصرافة هذا الربح في حسابه. على الجانب الآخر، إذا انخفض سعر السوق لهذا العقد، فإن الصرافة تقيد على حسابه الهامش المودع. وإذا أصبح رصيد هذا الحساب أقل من الإيداع المطلوب للحفاظ على الحساب، فيتعين على التاجر فورًا دفع هامش إضافي في الحساب من أجل الحفاظ على الحساب («طلب تغطية»). (تقوم بورصة شيكاغو التجارية بالتفاعل بشكل أكبر في هذا الخصوص من خلال تحديد مراكز للسوق مرتين يوميًا، عند الساعة 10:00 ص و2:00 م).
على الجانب الآخر، تعد المشتقات المالية خارج البورصات عقودًا مالية قائمة على صيغة بين المشترين والبائعين ولا يتم تداولها في البورصات، وبالتالي لا يتم تحديد أسعار السوق الخاصة بها بأي تداول نشط خاضع للتنظيم. وبالتالي، لا يتم تحديد القيم السوقية بموضوعية أو إتاحتها بسهولة (يتم تزويد مشتري عقود المشتقات عادة ببرامج كمبيوتر تقوم بحساب قيم السوق على أساس إدخال البيانات من الأسواق النشطة والصيغ المقدمة). وخلال مرحلة التطور المبكرة، لم يتم تحديد مشتقات مالية خارج البورصات مثل تبادل أسعار الفائدة حسب السوق بشكل متكرر. وتم رصد الصفقات على أساس ربع سنوي أو سنوي، عندما كان يتم الاعتراف بالمكاسب أو الخسائر أو تبادل المدفوعات.